# متحف جريفن
متحف غريفين هو متحف شمع خاص يقع في الدائرة التاسعة لمدينة باريس، بفرنسا حيث يوجد عدد كبير من نسخ الشمع لعدة شخصيات شهيرة بما لا يقل عن 200 نسخة شمع تضم عدة شخصيات مهمة أمثال (ألبرت أينشتاين، المهاتما غاندي، مايكل جاكسون وألفريد هيتشكوك)، وهو مملوك لشركة Grévin & Cie التابعة لشركة جبال الألب منذ خصخصتها تم افتتاحه في 5 يونيو 1882. وتشمل زيارة المتحف زيارة مسرح غريفن وقصر الميراج وقاعة القبة وقاعة العمود التي تتميز بديكورات جميلة على الطراز الباروكي الذي يعود إلى عام 1882.